# 23-я церемония «Грэмми»
23-я церемония вручения премий «Грэмми» состоялась 25 февраля 1981 года в Radio City Music Hall, Нью-Йорк. Американский певец Кристофер Кросс стал первым за всю историю премии «Грэмми» исполнителем, который смог за один вечер получить все 4 её самые престижные награды (Песня, Альбом, Запись и Новичок года). Среди выступавших была составленная из музыкантов различных рас госпел-супергруппа (включившая в себя Archers, Andrae Crouch, Reba Rambo и B.J. Thomas). В конце шоу в память об убитом два месяца ранее Джоне Ленноне выступил Пол Саймон, сказавший краткие, но весомые слова об одном из величайших композиторов: «Нам будет недоставать его музыки, его юмора и его здравого смысла».

## Основная категория
- Запись года
  - Michael Omartian (продюсер) & Кристофер Кросс за песню «Sailing»
- Альбом года
  - Michael Omartian (продюсер) & Кристофер Кросс за альбом «Christopher Cross»
- Песня года
  - Кристофер Кросс за песню «Sailing»
- Лучший новый исполнитель
  - Кристофер Кросс (другие номинанты: Айрин Кара, Robbie Dupree, Amy Holland, The Pretenders)

## Классическая музыка

### Альбом года
- Пьер Булез (дирижёр); Гюнтер Брест и Michael Horwath (продюсеры) — за запись оперы Альбана Берга «Лулу» (полная версия)

### Лучшая запись вокально-инструментального сочинения
- Карло Мария Джулини (дирижёр), Норберт Балач (хормейстер) — за запись Реквиема В. А. Моцарта

## Поп

### Лучшее женское вокальное поп-исполнение
- Бетт Мидлер — «The Rose»

### Лучшее мужское вокальное поп-исполнение
- Кенни Логгинс — «This Is It»

## Видео

### Лучшее видео года
- Michael Nesmith — «Michael Nesmith in Elephant Parts»

## Рок-музыка

### Лучший женский рок-вокал
- Пэт Бенатар — «Crimes of Passion»

### Лучший мужской рок-вокал
- Билли Джоэл — «Glass Houses»

### Лучшая рок-группа
- Боб Сигер & Silver Bullet Band — «Against the Wind»

## R&B

### Лучшее женское вокальное R&B-исполнение
- Стефани Миллс — «Never Knew Love Like This Before»

### Лучшее мужское вокальное R&B-исполнение
- Джордж Бенсон — «Give Me the Night»

## Джаз

### Лучшее женское джаз-исполнение
- Элла Фицджеральд — «A Perfect Match»

### Лучшее мужское джаз-исполнение
- Джордж Бенсон — «Moody's Mood»

## Кантри

### Лучшее женское кантри-исполнение
- Энн Мюррей — «Could I Have This Dance?»

### Лучшее мужское кантри-исполнение
- Джордж Джонс — «He Stopped Loving Her Today»

### Лучшее вокальное исполнение кантри дуэтом или группой[англ.]
- Эммилу Харрис & Рой Орбисон — «That Lovin' You Feelin' Again»

### Лучшее инструментальное исполнение кантри[англ.]
- Gilley's Urban Cowboy Band — «Orange Blossom Special/Hoedown»

### Лучшая кантри-песня
- Вилли Нельсон (автор) — «On the Road Again»

## Лучший разговорный альбом

### Best Spoken Word, Documentary or Drama Recording
- Pat Carroll — «Gertrude Stein, Gertrude Stein, Gertrude Stein»